# Alfred von Haugwitz
Ernst Ludwig Alfred von Haugwitz (* 18. Juli 1854 in Breslau; † 31. Januar 1924) war ein preußischer General der Infanterie.

## Leben

### Herkunft
Alfred entstammte dem Meißnischen Adelsgeschlecht von Haugwitz. Er war der Sohn des preußischen Hauptmanns Ubaldo von Haugwitz (1823–1859) und dessen Ehefrau Anna, geborene von Tschirschky und Bögendorff (1828–1877).

### Militärkarriere
Haugwitz absolvierte das Kadettenkorps und trat am 18. Oktober 1871 als Sekondeleutnant in das 2. Schlesische Grenadier-Regiment Nr. 11 der Preußischen Armee ein. Ab 1875 fungierte er als Adjutant des I. Bataillons und wurde Mitte August 1878 in das 1. Garde-Regiment zu Fuß versetzt. Hier avancierte Haugwitz im September 1880 zum Premierleutnant und war 1881/83 als Regimentsadjutant tätig. Daran schloss sich seine Versetzung als Adjutant zur 1. Garde-Infanterie-Brigade an und am 21. April 1883 wurde Haugwitz auf ein Jahr zur Dienstleistung beim Großen Generalstab kommandiert. Anschließend erfolgte seine Versetzung in den Generalstab der Armee und wenige Tage später die Kommandierung zum Generalstab des VI. Armee-Korps. Dort avancierte Haugwitz im Juli 1884 zum Hauptmann und kam am 17. April 1886 in den Generalstab der 9. Division nach Glogau. Unter Stellung à la suite des Generalstabes der Armee wurde er am 3. Mai 1888 zum persönlichen Adjutanten des Prinzen Heinrich von Preußen ernannt. Mit seiner Beförderung zum Major wurde Haugwitz am 19. November 1889 von dieser Stellung entbunden und vorläufig zum Großen Generalstab überwiesen. Vom 1. August 1891 bis zum 16. Juni 1893 war er im Generalstab der 1. Garde-Division tätig. Anschließend trat Haugwitz in den Truppendienst zurück, wurde Kommandeur des Füsilier-Bataillons im 3. Garde-Regiment zu Fuß und in dieser Stellung am 27. Januar 1896 Oberstleutnant. Als solcher übernahm er zwei Wochen später den Posten als etatsmäßiger Stabsoffizier im Königin Augusta Garde-Grenadier-Regiment Nr. 4. Am 20. Mai 1897 wurde Haugwitz zum Kommandeur der Hauptkadettenanstalt ernannt und am 24. Mai 1898 zum Oberst befördert. Vom 18. April 1900 bis zum 17. Dezember 1901 fungierte er als Kommandeur des 4. Garde-Regiments zu Fuß, um anschließend bei gleichzeitiger Beförderung zum Generalmajor das Kommando der 34. Infanterie-Brigade in Schwerin zu übernehmen. Nachdem Haugwitz am 27. Januar 1906 zum Generalleutnant befördert worden war, wurde er am 10. April 1906 zum Kommandeur der 9. Division ernannt. Unter Beförderung zum General der Infanterie wurde Haugwitz am 12. März 1910 zum Generalinspekteur des Militärerziehungs- und Bildungswesens sowie gleichzeitig zum Stellvertreter des Präsidenten des Reichsmilitärgerichts ernannt. In Genehmigung seines Abschiedsgesuches wurde er am 3. März 1914 mit der gesetzlichen Pension zur Disposition und gleichzeitig à la suite des 4. Garde-Regiments zu Fuß gestellt.
Während des Ersten Weltkriegs wurde Haugwitz als z.D.-Offizier wiederverwendet und fungierte von August 1914 bis Juni 1917 als Kommandierender General des stellvertretenden Generalkommandos des XI. Armee-Korps in Kassel. Anlässlich der Aufhebung seiner Mobilmachungsbestimmung ehrte Kaiser Wilhelm II. ihn durch die Verleihung der Krone zum Großkreuz des Roten Adlerordens mit Eichenlaub.

### Familie
Haugwitz verheiratet sich am 17. Oktober 1885 in Breslau mit Gabriele von Rosenberg-Lipinsky (* 1863). Aus der Ehe gingen die drei Töchter Else (* 1886), Irene (* 1889) und Gabriele (* 1892) hervor.